# The Farmer's Boys
The Farmer's Boys est un groupe de pop britannique des années 1980.

## Histoire
Le groupe est formé à Norwich au début des années 1980 sous le nom « Bang Goes My Stereo » avant d'adopter son nom définitif. Il publie son premier 45 tours en avril 1982 et décroche un contrat avec le label EMI à la fin de l'année. Son premier album, Get Out and Walk, paraît en octobre 1983 et se classe dans le Top 50 des ventes au Royaume-Uni.
The Farmer's Boys connaît son plus gros succès durant l'été 1984 avec une reprise de la chanson de Cliff Richard In the Country.
Le groupe se sépare l'année suivante, après la sortie de son deuxième album, With These Hands.

## Membres
- « Baz » (Barry McGuilty) : chant
- « Frog » (Richard Adrian Frost) : claviers, guitare, boîte à rythmes
- « Mark » (Mark Kingston) : basse
- « Stan » (Ian Thirkettle) : guitare

## Discographie

### Albums
- 1983 : Get Out & Walk (EMI) – no 49 au Royaume-Uni[2]
- 1985 : With These Hands (EMI)
- 2003 : Once Upon a Time in the East (Backs) – compilation d'inédits et raretés

### Singles
- 1982 : I Think I Need Help (Waap)
- 1982 : Whatever Is He Like? (Backs)
- 1982 : More Than a Dream (Backs puis EMI)
- 1983 : Muck It Out (EMI) – no 48 au Royaume-Uni
- 1983 : For You (EMI) – no 66 au Royaume-Uni
- 1984 : Apparently… (EMI)
- 1984 : In the Country (EMI) – no 44 au Royaume-Uni
- 1984 : Phew Wow! (EMI) – no 59 au Royaume-Uni
- 1985 : I Built the World (EMI)